# Barkruk

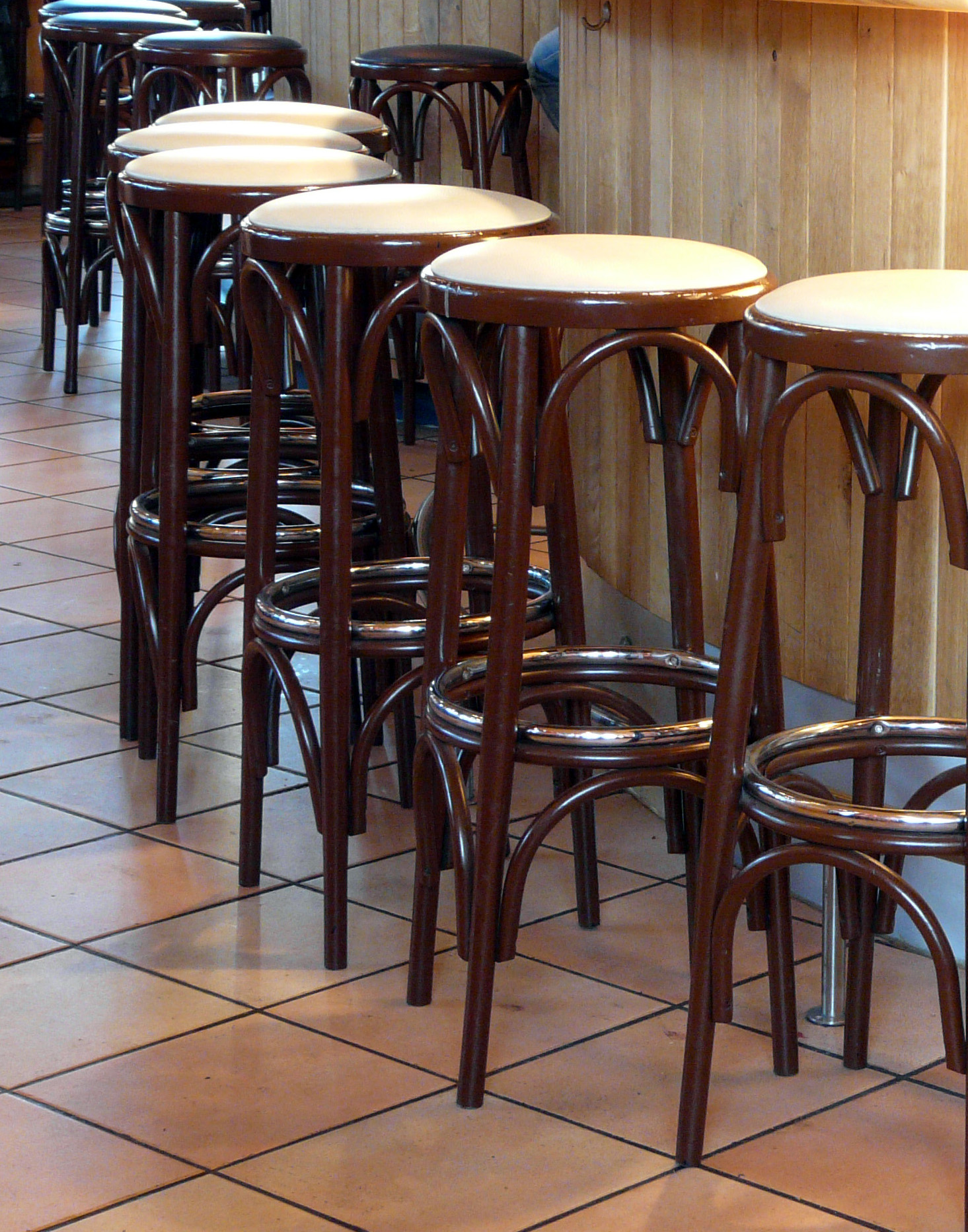
Barkrukken

Een barkruk is de kruk die in de bar te vinden is. Deze kruk heeft lange poten zodat de drinker makkelijk aan de bar kan zitten.
De meeste barkrukken staan los op vier poten maar er zijn barhouders die hun kruk vast aan de grond zetten (wel voorzien van de mogelijkheid om te draaien) zodat de agressievere drinker geen krukken kan oppakken om schade aan te richten aan de bar/klanten.
Barkrukken zijn doorgaans van hout gemaakt , dit zodat het authentieke karakter van het café ondersteund wordt. Desalniettemin bestaan er ook metalen barkrukken.